# Norilskaja
Norilskaja (ros. Норильская, też: Noriłka, Норилка, w górnym biegu Tałaja) – rzeka w azjatyckiej części Rosji w Kraju Krasnojarskim.
Wypływa z jeziora Miełkoje, w jego zachodniej części. Płynie przez 57 km, po czym wpada do jeziora Piasino. Na rzece znajduje się jeden most drogowo–kolejowy, łączący Norylsk z Tałnachem. Powierzchnia zlewni wynosi 20 tys. km². Głównym dopływem jest Rybnaja.